# ディガ・ディガ・ドゥ
『ディガ・ディガ・ドゥ』は、宝塚歌劇団によって制作された舞台作品。宝塚・東京における本公演の形式名は「ミュージカル・レビュー」。星組公演。宝塚における本公演は24場。作・演出は小原弘稔。本公演の併演作品は宝塚公演が『春の踊り -恋の花歌舞伎-』、東京公演が『恋の花歌舞伎』。宝塚公演は75期生の初舞台公演で、トップ娘役・毬藻えりのお披露目公演であった。

## 公演期間と公演場所
- 1989年3月30日 - 5月9日[1]（新人公演：4月14日[3]）　宝塚大劇場
- 1989年7月2日 - 7月30日[2]（新人公演：7月11日[3]）　東京宝塚劇場

## ストーリー
※宝塚100年史（舞台編）の宝塚大劇場公演参考。
中世のアーサー王伝説による「キャメロット」から翻案したもので、舞台を1930年代のニューヨーク（ハーレム）に置き換え、大都会の一隅で悪のサクセス・ストーリーを夢見る男女を描いた。暗黒街のボス・アーサーは正体不明の風来坊のロットの助けを得て、敵対するボスのクラブを乗っ取ることに成功。クラブの人気スター・グネリアを自分の情婦に、ロットを用心棒にする。

## 主な楽曲
・いつも夢見て
・ディガ・ディガ・ドゥ
・この街は俺たちのもの
・噂話し

## スタッフ（本公演）
※氏名の後ろに「宝塚」「東京」の文字がなければ両劇場共通。
- 作曲・編曲：吉崎憲治・高橋城
- 編曲：橋本和明
- 音楽指揮：野村陽児（宝塚）、北沢達雄（東京）
- 振付：羽山紀代美・山田卓・家城比呂志・尚すみれ
- 装置：石濱日出雄・関谷敏昭
- 衣装：任田幾英
- 照明：今井直次
- 小道具：万波一重
- 効果：林康彦
- 音響監督：松永浩志
- 演出補：三木章雄
- 演出助手：石田昌也・中村一徳
- 舞台進行：西原徳充
- 制作：橋本雅夫
- 製作担当：長谷山太刀夫（東京）

## 配役

### 本公演
※宝塚・東京共通。（）は宝塚公演で5月2日から9日までアメリカ公演準備のため、紫苑ゆう、洲悠花が休演した時の代役。
- ロット・ランス(風来坊のガンマン。アーサーの幼馴染みだが、正体不明の男) - 日向薫
- アーサー・キャメロ(暗黒街で売り出しのボス) - 紫苑ゆう（麻路さき）
- グネビア・ツィニー(クラブ｢キャメル｣のスター・ダンサー。アーサーの情婦) - 毬藻えり
- スタン・トリニー(知事の甥で上院議員の息子) - 麻路さき（大輝ゆう）
- エズラ・キャメロ(アーサーの妹) - 綾瀬るり
- フェイ・モーガン(ダンサー。アーサーのもとの情婦) - 洲悠花（万里柚美）
- カイ・キッド(アーサーの身内。ボディ・ガード) - 大輝ゆう（英真なおき）
- イズー・ホワイトハンド(｢キャメル｣の煙草売り娘。スタンの恋人) - 青山雪菜
- キャロル・シンクレア(｢キャメル｣の花売り娘。カイの恋人) - 乙原愛
- レッド・モード(暗黒街のボス。｢キャメル｣の元の経営者) - 萬あきら
- マーリン・スワン(弁護士。アーサーの相談役) - 夏美よう
- グィン・ブラニガン(レッドの手先の悪徳警部補) - 一樹千尋
- グロリア・ユージン(クラブ｢キャメル｣の元スター・シンガー。カイの姉) - 花愛望都
- ヘレン・ウェンデル(ダンサー。マーリンの情婦) - 万里柚美（出雲綾）
- スーザン・シモンズ(モデル。レッドの情婦) - 茜このみ
- ヴァージニア・ゲリー(高級モデルクラブのマダム) - 葉山三千子
- デイブ - （稔幸）
- キティ - （貴柳みどり）

### 新人公演
※宝塚・東京共通。
- ロット・ランス - 麻路さき
- アーサー・キャメロ - 大輝ゆう
- グネビア・ツィニー - 青山雪菜
- スタン・トリー - 英りお
- エズラ・キャメロ - 麻丘奈里
- フェイ・モーガン - 羽衣蘭
- カイ・キッド - 絵麻緒ゆう
- レッド・モード - 千秋慎
- ブラニガン - 天地ひかり
- グロリア・ユージン - 出雲綾